# Groningen (Suriname)
Groningen (Sranan Tongo: skropu „Muschel“) ist der Hauptort im Distrikt Saramacca in der Republik Suriname.
Groningen liegt auf einem Kalkrücken am linken Ufer des Saramacca und hat 2818 Einwohner (Census 2012). Der Ort ist Verwaltungszentrum der Region und Sitz des Distriktkommissars. Er verfügt über einen Polizeiposten, ein Postbüro, verschiedene soziale Einrichtungen, wie Schulen, Internat und Sportstätten einschl. des Schwimmbades Pireng (Piranha). Außerdem steht hier je eine Kirche der Evangelische Broedergemeente und der Römisch-Katholischen Kirche.

## Geschichte
Ende des 18. Jahrhunderts wurde durch das Gouvernement beschlossen, Flächen zur Anlegung von Plantagen entlang des Saramacca auszugeben. Zum Schutz der Plantagen vor Überfällen von Marrons wurde 1790 durch Gouverneur Jan Gerhard Wichers ein Fort in Form eines Fünfeckes aus Muschelkalk gebaut. Er nannte die kleine Festung nach seinem Geburtsort in den Niederlanden Fort Groningen. Diese Anlage war als Hauptposten Bestandteil eines Militär-Kordon, also einer Verteidigungslinie.
1791 wurde auf der gegenüberliegenden Seite des Flusses die Lepra-Station Voorzorg angelegt. Nachdem die Ufer des Saramacca immer dichter besiedelt wurden, entschloss sich die Kolonialverwaltung 1823, die Station nach Batavia, einer verlassenen Plantage an dem damals kaum bewohnten Coppename, zu verlegen.
Es bestanden außerdem Pläne, in der Nachbarschaft des Militärpostens eine Stadt zu gründen, die den Namen Columbia bekommen sollte. Hier sollte ein Umschlagplatz für Produkte entstehen, die von den künftigen Plantagen am Saramacca geliefert werden sollten. Wegen der isolierten Lage kam es jedoch rund um Groningen kaum zur Anlegung von Plantagen, da die Landbauprodukte über den Seeweg nach Paramaribo verschifft werden mussten. August Kappler, der während seiner Militärzeit 1838 Groningen besuchte, beschrieb in seinem Buch „Sechs Jahre in Suriname etc.“ (1836–1842) seine Eindrücke von Columbia wie folgt: „Es sind einige Straßen angelegt und diese sind wie in Paramaribo mit Orangenbäumen bepflanzt, nach der Hauptsache, zu wissen Häusern, sucht man vergebens.“
Da auch der Militärposten immer mehr an Bedeutung verlor, kam der Bereich in dieser Zeit nie recht zur Entwicklung.

## Boeroes
Seit 1818 war der Sklavenhandel offiziell bei Strafe für Untertanen der niederländischen Krone verboten. Nachdem 1834 die Sklaverei in den englischen Kolonien abgeschafft wurde, war deutlich, dass auch durch die Niederlande dieses unmenschliche System nicht mehr lange zu handhaben war, auch wenn es letztlich bis 1863 ausgeübt wurde.
In der Arbeitsmigration armer Bauern von den Niederlanden nach Suriname sah man eine Möglichkeit, um die Kolonie vor dem „Untergang“ zu retten, wenn die Emanzipation einmal eintreten würde. Kolonisten müssten mit der Schaffung von kleinen Landbaubetrieben die ökonomische Struktur des Landes verbessern, und durch die Einwanderung von armen Bauern sollte eine neue Mittelklasse von hart arbeitenden Menschen geschaffen werden. Außerdem wären hierdurch die Probleme der Arbeitslosigkeit in den Niederlanden und die der fehlenden Arbeitskräfte in Suriname gelöst.
Mitte 1845 erreichten vier Schiffe mit insgesamt 384 Kolonisten vor allem aus den Provinzen Gelderland und Groningen, unter Führung von Pastor Arend van den Brandhof, Groningen am Saramacca, um auf der ehemaligen Lepra-Station Voorzorg ein neues Leben zu beginnen. Nach der langen Seereise muss die Ankunft und der Anblick dessen, was sie dort vorfanden, ein Schock für die Familien gewesen sein. Wegen der schlechten Vorbereitung in Suriname standen von den geplanten 50 Notwohnungen nur einige wenige Hütten zur Verfügung. Außerdem war das Land nicht urbar gemacht worden, die versprochenen Gerätschaften, der Hausrat und das Kleinvieh fehlten. Darüber hinaus war das Abwassersystem nicht intakt, wodurch der Boden stark morastig war. Zu allem Übel fehlte es an sauberem Trinkwasser. Ausgelöst durch diese schlechten äußeren Bedingungen in den Tropen brach nach kurzer Zeit eine Typhus-Epidemie aus. Bis Ende 1845 waren bereits 189 der 384 Kolonisten verstorben, und die Überlebenden zogen von Voorzorg an das gegenüberliegende Ufer nach Groningen, wo das Klima gesünder, jedoch der Boden weniger fruchtbar war. Aber auch hier blieben die Kolonisten nicht lange, da Groningen zu weit von Paramaribo, dem Absatzmarkt für ihre Landbauprodukte, entfernt lag. Trotz des Protestes ihres Anführers Van den Brandhof verließen ab 1849 immer mehr Kolonisten Groningen. Die meisten begannen in der näheren Umgebung von Paramaribo, in Kwatta und Uitvlugt mit kleinen landwirtschaftlichen Betrieben.
Als 1853 der Versuch der Kolonisierung mit Bauern aus den nördlichen Niederlanden offiziell aufgegeben wurde, wohnten in Groningen nur noch der Pastor Van den Brandhof sowie eine kleine Gruppe von Witwen und Waisen. Ein Jahr später wurde Van den Brandhof ehrenvoll entlassen und reiste in die Niederlande zurück. Seine Frau Anna Sophia Pannekoek war wie viele andere bereits 1845 verstorben. Sie liegt auf dem Friedhof von Groningen begraben, und nach ihr ist in Groningen die Pannekoekstraße benannt. Von den bis 1853 angekommenen 398 Kolonisten waren bis 31. Mai 1853 insgesamt 223 Personen verstorben. Die 1853 in Suriname verbliebenen 167 Personen kann man als die Stammeltern der Bevölkerungsgruppe charakterisieren, die in Suriname als Boeroes bekannt sind.

## Periode ab 1863
1863 wurde das Distriktkommissariat in Groningen installiert, und der Distriktkommissar zog in das frühere Haus des Pastors Van den Brandhof. In den darauffolgenden Jahren wurde die entsprechende Infrastruktur gebaut, und Groningen wurde das Verwaltungszentrum des Distriktes Saramacca. Da jedoch nach Abschaffung der Sklaverei auch die schon dünn gesäten Plantagen am Saramaccafluss ihren Betrieb einstellten, war Groningen das Zentrum eines schwach entwickelten Gebietes. Erst 1901 kam hieran Veränderung, als der Saramacca-Kanal mit Schleusen ausgestattet wurde, wodurch der Frachtverkehr zwischen dem Saramacca-Distrikt und Paramaribo entscheidend verbessert wurde.

## Periode ab 1960
Erst nach 1960 erhielt Groningen wirklich neue Impulse. Dies hing mit dem Bau der sogenannten Ost-West-Verbindung zusammen. Hierdurch war Groningen über eine ausgebaute Straße mit Paramaribo verbunden, wodurch sich auch die ökonomische Situation der Region verbesserte.
Heute ist Groningen ein kleiner, aber lebendiger Ort am Fluss, der sich stetig weiter ausdehnt, wobei das Zentrum mit seinem Kommissariat auf dem Platz der alten Festung noch das Flair der Vergangenheit ausstrahlt.